# Miss Mondo 1966
Miss Mondo 1966, la sedicesima edizione di Miss Mondo, si è tenuta il 17 novembre 1966, presso il Lyceum Theatre di Londra. Il concorso è stato presentato da Michael Aspel. Reita Faria, rappresentante dell'India è stata incoronata Miss Mondo 1966.

## Risultati
| Risultato finale | Concorrente |
| ---------------- | --- |
| Miss Mondo 1966  | - India - Reita Faria |
| 2ª classificata  | - Jugoslavia - Nikica Marinovic |
| 3ª classificata  | - Grecia - Efi Fontini Plumbi |
| 4ª classificata  | - Brasile - Marlucci Manvailler Rocha |
| 5ª classificata  | - Italia - Gigliola Carbonara |
| Finaliste        | - Norvegia - Birgit Andersen - Stati Uniti - Denice Estelle Blair |
| Semifinaliste    | - Argentina - Graciela Guardone - Canada - Diane Coulter - Francia - Michèle Boulé - Germania - Jutta Danske - Guyana - Umblita Van Sluytman - Regno Unito - Jennifer Lowe Summers - Rep. Dominicana - Jeanette Dotel Montes de Oca - Sudafrica - Johanna Maud Carter |

## Concorrenti
- Antille Olandesi - Reina Patricia Hernandez
- Argentina - Graciela Guardone
- Bahamas - Dorothy Cooper
- Belgio - Mireille de Man
- Brasile - Marlucci Manvailler Rocha
- Canada - Diane Coulter
- Ceylon - Priscilla Martensyn
- Cile - Amelia Galaz
- Cipro - Annoula Alvaliotou
- Corea del Sud - Chung Eul-sun
- Costa Rica - Sonia Mora
- Danimarca - Irene Poller Hansen
- Ecuador - Alejandra Vallejo Klaere
- Filippine - Vivien Lee Austria
- Finlandia - Marita Gellman
- Francia - Michèle Boulé
- Gambia - Oumie Barry
- Germania - Jutta Danske
- Giamaica - Yvonne Walter
- Giappone - Harumi Kobayashi
- Gibilterra - Grace Valverde
- Giordania - Vera Jalil Khamis
- Grecia - Efi Fontini Ploumbi
- Guyana - Umblita van Sluytman
- Honduras - Danira Miralda Buines
- India - Reita Faria
- Irlanda - Helen McMahon
- Islanda - Audur Hardardóttir
- Israele - Segula Gohr
- Italia - Gigliola Carbonara
- Jugoslavia - Nikica Marinovic
- Libano - Marlene Talih
- Lussemburgo - Mariette Sophie Stephano
- Malaysia - Merlyn Therese McKelvie
- Malta - Monica Sunnura
- Marocco - Naima Naim
- Messico - Maria Cecilia González DuPress
- Norvegia - Birgit Andersen
- Nuova Zelanda - Heather Gettings
- Paesi Bassi - Anneke Geerts
- Regno Unito - Jennifer Lowe Summers
- Rep. Dominicana - Jeanette Dotel Montes de Oca
- Siria - Feriel Jelal
- Stati Uniti - Denice Estelle Blair
- Sudafrica - Johanna Maud Carter
- Suriname - Linda Haselhoef
- Svezia - Ingrid Anna Andersson
- Svizzera - Janine Solliner
- Trinidad e Tobago - Diane DeFreitas
- Turchia - Inci Asena
- Venezuela - Jeannette Kopp Arenas